# Општина Чернат (Ковасна)
Чернат (рум. Cernat) општина је у Румунији у округу Ковасна.
Oпштина се налази на надморској висини од 567 m.